# تپه غرب نیروگاه
تپه غرب نیروگاه مربوط به دوره نوسنگی - مس و سنگ است و در اسلام‌آباد غرب، ۳۰۰ متری غرب نیروگاه اسلام‌آباد، ۵۰۰ متری غرب بزرگراه اسلام آّباد غرب به کرمانشاه واقع شده و این اثر در تاریخ ۶ اسفند ۱۳۸۵ با شمارهٔ ثبت ۱۷۵۶۱ به‌عنوان یکی از آثار ملی ایران به ثبت رسیده است.